# Costa de Marfil en los Juegos Olímpicos de Los Ángeles 2028
Costa de Marfil participará en los Juegos Olímpicos de Los Ángeles 2028 por un total de  deportistas que competirán en  deportes. Responsable del equipo olímpico es el Comité Olímpico Nacional de Costa de Marfil, así como las federaciones deportivas nacionales de cada deporte con participación.